# Норманська бригада (УНР)
Норманська бригада — військовий підрозділ із добровольців скандинавського походження, можливість формування якого у складі української армії розглядалося військово-політичним керівництвом УНР у липні-серпні 1920. Проєкт не був реалізований з огляду на великі фінансові витрати, яких він потребував, а також у зв'язку з сумнівами щодо його можливої бойової цінності.

## Історія
В період липня-серпня 1920 року Дієва армія УНР з боями відступала на захід під тиском Червоної армії. Військо зазнало значних втрат, компенсувати які було важко в тому числі з тієї причини, що згідно з польсько-українською домовленістю, можливості для проведення мобілізації були для УНР дуже обмежені. В цих умовах на початку серпня на ім'я Головного отамана С. Петлюри був надісланий лист від капітана Івера де Геммера Ґудме (Iver de Hemmer Gudme), командира Данського добровольчого допоміжного корпусу в Естонії, з пропозицією створення бригади з-поміж добровольців данської, шведської, норвезької, фінської національності тощо, які брали участь в збройній боротьбі за незалежність Естонії та Фінляндії, та переміщення її на українсько-більшовицький фронт. Плани капітана Ѓудме щодо бригади були досить амбіційні: вона повинна була мати власний однострій і знаки розрізнення, власний суд, на вироки якого українське командування не мало б права апеляції, вояки мали отримувати на 20 % вищу платню, ніж вояки-українці, пораненим була передбачена пенсія, а родинам загиблих відшкодування, в бригаді навіть планувалось мати авіаційний загін з 4 літаками.
Головна управа постачання за дорученням Міністерства Військових Справ УНР опрацювало кошторис з урахуванням видатків на формування бригади та її річного утримання, та передало його 12 серпня 1920 в канцелярію міністерства. Загальна сума складала 10 000 данських корон, 329 193 франки, 29 985 000 польських марок і 4 231 204 700 українських гривень, що було досить багато — тільки суми в гривнях вистачило б на річне утримання 150 тисяч українських козаків. Таких коштів в розпорядженні військової влади УНР не було. Нищівній критиці піддав проєкт створення бригади начальник Головної Управи Генерального Штабу УНР генерал Сергій Дядюша, який вважав, що було б доцільніше витрачати наявні кошти на створення підрозділів з українців.

## Однострій та знаки розрізнення

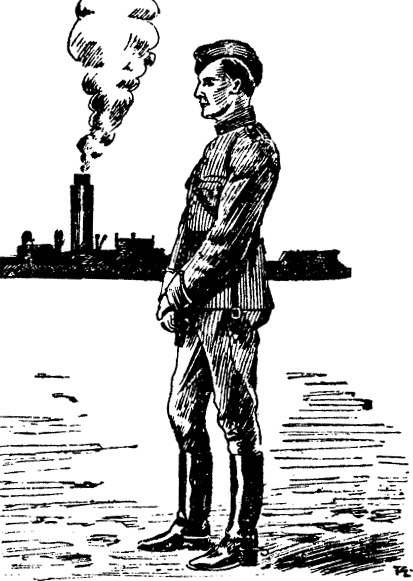
Данський доброволець в Естонії

Планувалось мати власний однострій сіро-зеленого кольору, якій складався із мундира з чотирма кишенями і відкладним коміром, штанів, пілотки й чобіт. Манжет мундира у піхотинців був прямій, у кавалеристів скошений і загострений, в офіцерів на манжеті був фігурний клапан з ґудзиками. Краї коміра, бортів мундира, манжетів, погонів і пілотки повинні були мати кольорові обшивки, колір яких вказував на рід війська чи служби, або на офіцерське звання. Кольори були такі: піхота, кавалерія, артилерія, інженерні підрозділи — срібний, санітарний підрозділ — червоний, військова поліція — жовтий, обоз — блакитний, молодші офіцери (підпоручник, корнет, поручник, капітан, ротмістр) — срібний, старші офіцери (майор, полковник) — золотий. Роди військ чи служби також позначались емблемами на комірі: штабні офіцери — меч та вінок, підофіцери й рядові при штабах — літера N на дубовому листі, піхота — схрещені гвинтівки, кавалерія — схрещені шаблі на вертикально розташовані піки з прапорцем, кулеметники — схрещені кулемети, артилерія — схрещені гарматні стволи, інженерні підрозділи — схрещені лопата, сокира та колесо, польова поліція — фасція і листя, обози — колесо з крилом, ветеринарна служба — схрещені молот, кліщі та підкова, санітарна служба — червоний хрест, лікарі — дві змії навколо чаші (келих Гігеї), оркестр — ліра. Також солдати мали б носити номера батальйонів (римські цифри), рот, батарей та ескадронів (арабські цифри). На головних уборах мали бути золоті тризуби на срібному тлі й зелені розетки трохи нижче.
Знаки розрізнення рангів передбачались такі: підкапрали — срібний шеврон кутом догори на рукаві, капрали — подвійний такій же шеврон, сержанти — золотий шеврон, фельдфебелі — подвійний золотий шеврон, підпрапорщики — подвійний золотий шеврон та п'ятипроменева зірка. Знаки розрізнення офіцерів передбачалось розміщувати на погонах: юнкер — поздовжня золота стрічка, підпоручник — золота п'ятипроменева зірка, поручник — дві зірки, капітан — три зірки (у всіх перелічених погони отримували б обшивку срібним галуном), майор — золота п'ятипроменева зірка, але погон обшитий золотим галуном, полковник — дві зірки й золотий галун. Для військових урядовців передбачались чотирипроменеві зірки.

## Структура та чисельність
В бригаді передбачалось мати чотири батальйони піхоти, кожний у складі трьох рот піхоти та одної кулеметної, чотири ескадрони кавалерії, три батареї польової артилерії (по чотири гармати в кожний), одну півбатарею кінної артилерії (дві гармати), одну півбатарею гаубиць (дві гармати), підрозділ панцерних автомобілів (чотири панцерники), авіаційний підрозділ (три літаки-розвідники й один резервний). Також мали бути інженерна рота, санітарний, ветеринарний і господарчий підрозділи, амуніційна колона, обози й шпиталь. Загальна чисельність загону повинна була нараховувати 5370 осіб та зосібна шість сестер-жалібниць у санітарному підрозділу. Озброєння бригади мало складатись зі 303 револьверів, 4603 карабінів, 24 важких кулеметів, 56 легких кулеметів, 124 ручних кулеметів, 20 гармат, 4 панцерників і 4 літаків.
|                                          | Пк.                                      | Мр.                                      | Кп.                                      | Пч.                                      | Ппч.                                     | Юн.                                      | Ппщ.                                     | Фф. | Сж. | Кр. | Пкр. | Рд.  | Усього |
| ---------------------------------------- | ---------------------------------------- | ---------------------------------------- | ---------------------------------------- | ---------------------------------------- | ---------------------------------------- | ---------------------------------------- | ---------------------------------------- | --- | --- | --- | ---- | ---- | ------ |
| Штаб бригади                             | 1                                        | 4                                        | 4                                        | 10                                       | 10                                       | —                                        | 7                                        | 2   | 3   | 10  | 14   | 125  | 190    |
| Господарчий підрозділ                    | —                                        | —                                        | 1                                        | 1                                        | —                                        | —                                        | —                                        | 4   | 5   | 9   | 11   | 116  | 147    |
| Батальйон піхоти (4)                     | —                                        | 1                                        | 4                                        | 5                                        | 6                                        | 4                                        | —                                        | 8   | 14  | 4   | 41   | 605  | 692    |
| Штаб батальйону (4)                      | —                                        | 1                                        |                                          | 1                                        | 2                                        | —                                        | —                                        | 2   | 1   | 6   | 1    | 35   | 49     |
| Рота піхоти (12)                         | —                                        | —                                        | 1                                        | 1                                        | 1                                        | 1                                        | —                                        | 2   | 3   | 11  | 11   | 166  | 197    |
| Кулеметна рота (4)                       | —                                        | —                                        | 1                                        | 1                                        | 1                                        | 1                                        | —                                        | 1   | 3   | 5   | 7    | 68   | 88     |
| 1-й ескадрон кавалерії                   | —                                        | 1                                        |                                          | 3                                        | 2                                        | 2                                        | —                                        | 1   | 4   | 9   | 9    | 119  | 150    |
| Інші ескадрони кавалерії (2-й, 3-й, 4-й) | —                                        | —                                        | 1                                        | 3                                        | 2                                        | 2                                        | —                                        | 1   | 4   | 9   | 9    | 118  | 149    |
| Батарея польової артилерії (3)           | —                                        | —                                        | 1                                        | 2                                        | 1                                        | —                                        | —                                        | 3   | 5   | 8   | 14   | 118  | 152    |
| Півбатарея гаубиць                       | —                                        | —                                        | 1                                        | 1                                        | 1                                        | —                                        | —                                        | 1   | 4   | 6   | 8    | 94   | 116    |
| Півбатарея кінної артилерії              | —                                        | —                                        |                                          | 1                                        | 1                                        | —                                        | —                                        |     | 2   | 1   | 10   | 59   | 74     |
| Інженерна рота                           | —                                        | —                                        | 1                                        | 1                                        | 1                                        | 1                                        | —                                        | 3   | 5   | 9   | 11   | 173  | 205    |
| Авіаційний підрозділ                     | 6 офіцерів (3 пілотів і 3 спостерігачів) | 6 офіцерів (3 пілотів і 3 спостерігачів) | 6 офіцерів (3 пілотів і 3 спостерігачів) | 6 офіцерів (3 пілотів і 3 спостерігачів) | 6 офіцерів (3 пілотів і 3 спостерігачів) | 6 офіцерів (3 пілотів і 3 спостерігачів) | 6 офіцерів (3 пілотів і 3 спостерігачів) | 2   | 5   | 6   | 2    | 24   | 45     |
| Підрозділ панцерників                    | —                                        | —                                        | 1                                        | 1                                        | 2                                        | —                                        | —                                        | 1   | 6   | 15  | 13   | 44   | 83     |
| Санітарний підрозділ і шпиталь           | —                                        | 1                                        | 1                                        | 7                                        | 5                                        | —                                        | 3                                        | 3   | 6   | 21  | 22   | 168  | 237    |
| Ветеринарний підрозділ                   | —                                        | —                                        | —                                        | —                                        | 3                                        | —                                        | —                                        | —   | —   | 3   | 3    | 12   | 21     |
| Амуніційна колона                        | —                                        | —                                        | 1                                        | 1                                        | —                                        | —                                        | 1                                        | 1   | 6   | 6   | 12   | 189  | 217    |
| Обози                                    | —                                        | —                                        | 1                                        | 1                                        | —                                        | —                                        | 1                                        | 1   | 3   | 6   | 9    | 191  | 213    |
| Усього у бригаді                         | 1                                        | 10                                       | 33                                       | 62                                       | 58                                       | 25                                       | 12                                       | 63  | 132 | 168 | 357  | 4442 | 5369   |